# Okotoks (cratère martien)
Pour la ville du Canada, voir Okotoks.
Okotoks est un cratère d'impact de 22,6 km situé sur Mars dans le quadrangle d'Iapygia par 20,98° S et 84,3° E, à l'intérieur du cratère Millochau.